# Борго Инкороната-Лагођемоло (Бари)
Борго Инкороната-Лагођемоло (итал. Borgo Incoronata-Lagogemolo) је насеље у Италији у округу Бари, региону Апулија.
Према процени из 2011. у насељу је живело 496 становника. Насеље се налази на надморској висини од 400 м.